# Tongelresestraat
De Tongelresestraat is een straat in Eindhoven. De straat loopt vanaf de Geldropseweg langs het Villapark, via Klein Tongelre, over de twee spoorwegen naar uiteindelijk 't Hofke in het stadsdeel Tongelre. De straat eindigt vlak voor de Sint-Martinuskerk.

## Geschiedenis
De Tongelresestraat werd als provinciale weg in 1870 aangelegd van Stratum naar Lieshout. Oorspronkelijk liep de weg van Eindhoven naar Tongelre via Stratum over het Lange Pad. Dat veranderde door de aanleg van de provinciale weg van Stratum naar Lieshout in 1870. Door de aanleg van het Eindhovensch Kanaal en latere nieuwe straten, is van het oorspronkelijke beloop van het Lange Pad nog slechts een fragment overgebleven.
In 1934 werd de naam van de Tongelresestraat geschreven als Tongelreschestraat. In 1930 kreeg de straat straatverlichting en in 1967 werden de oude straatlantaarns vervangen.

### Gedenksteen

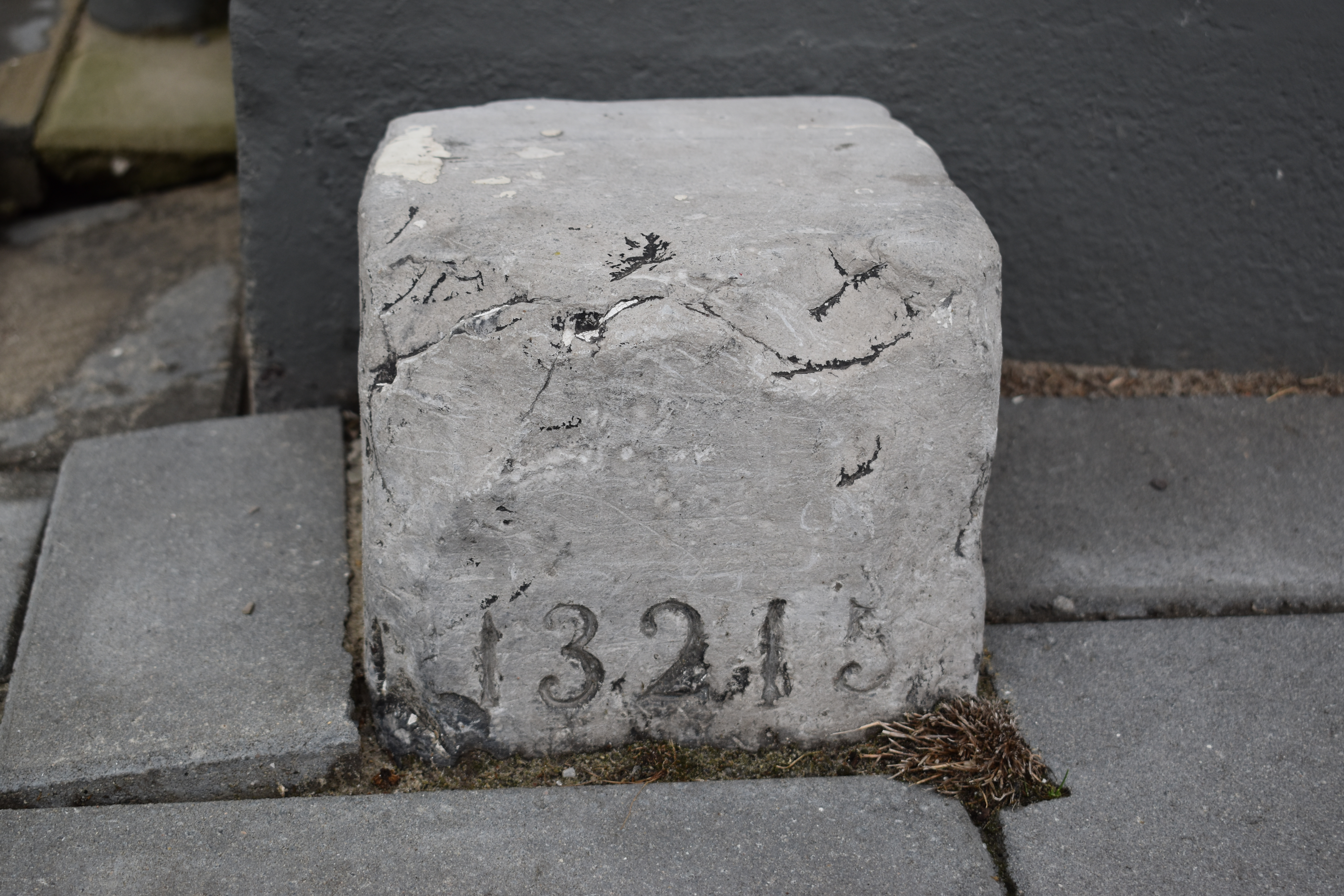
De gedenksteen

In het trottoir tegen de zijgevel van het huis op de hoek van de Vestdijk/Tongelresestraat staat een gedenksteen die in 1869 werd geplaatst. In de steen staat 13215 gebeiteld, wat de afstand is in meters van die steen naar Lieshout.

## Monumenten
Aan de Tongelresestraat vindt men onder meer de volgende monumenten:
- Een kantoorvilla van Houtindustrie Picus;
- Het DAF Museum in een historisch gebouw waarin een brouwerij en een ijsfabriek gevestigd waren;
- De ijzeren hefbrug over het Eindhovensch Kanaal;
- Enkele villa's en woonhuizen;
- Een muur met daarop het logo van de voormalige Karel I sigarenfabriek.